# L'Homme nu
Pour les articles homonymes, voir L'Homme nu (homonymie).
L'Homme nu (titre original: The Hollow Man) est un roman de science-fiction écrit par Dan Simmons et paru aux États-Unis en 1992. Traduit par Monique Lebailly, il a été publié en France par les éditions Albin Michel en 1994.

## Résumé
Jeremy, mathématicien, et Gail Bremen, mariés depuis de nombreuses années, partagent le même don : ils sont capables de lire dans les pensées des gens, n'importe quelle pensée, même la plus intime, sur une large zone autour d'eux.
Cependant ils considèrent ce don plutôt comme une malédiction, et durant des années se sont mutuellement aidés à fermer leur esprit.
Mais Gail se meurt d'un cancer. Jeremy, sentant approcher le temps où il n'aura plus d'aide pour se fermer aux horreurs du monde, s'engage dans un long voyage, fuyant les pensées de ses semblables.

## Distinctions
L'Homme nu a été nommé au prix Locus du meilleur roman de science-fiction 1993, terminant à la troisième place.

## Éditions
- The Hollow Man, Bantam Books, 1er septembre 1992, 293 p.  (ISBN 0-553-08252-3)
- L'Homme nu, Albin Michel, 29 mars 1994, trad. Monique Lebailly, 336 p.  (ISBN 2-226-06905-4)
- L'Homme nu, Le Livre de poche no 13998, 1er septembre 1996, trad. Monique Lebailly, 320 p.  (ISBN 2-253-13998-X)
- L'Homme nu, Pocket, coll. « Science-fiction » no 17705, 29 avril 2021, trad. Monique Lebailly, 400 p.  (ISBN 978-2-266-29805-6)